# Історія освоєння Гімалаїв

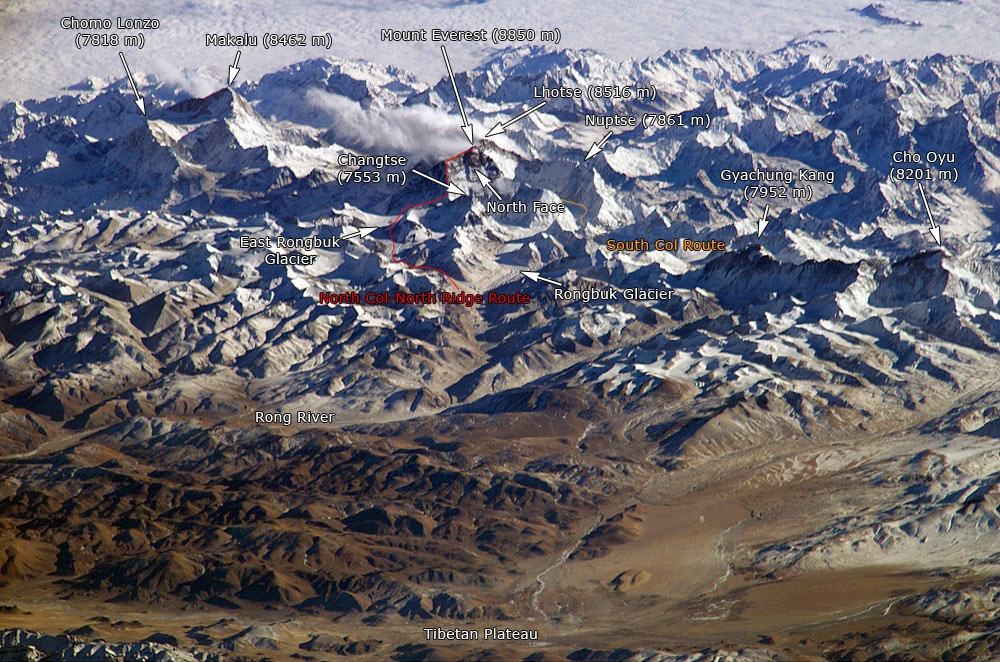
Гімалаї

Освоєння Гімалаїв європейцями було розпочате ще в XVII столітті, коли в Індії з'явилися колонізатори з  Голландії та  Португалії.
У 1624 році Антоніо де Андреде проник у верхів'я Гангу і потім перетнув Гімалаї.
Дослідники направлялися в Тибет, Непал, північну  Індію.
Всі вони вносили можливі уточнення до відомостей про розташування  ущелин, перевалів,  хребтів і вершин.
З середини XVIII століття більша частина території сучасної Індії вже знаходилася під британським пануванням.
Починалося вивчення гір топографами.
І вже в 1779 році був виданий «Бенгальський атлас» — перший узагальнений опис Гімалаїв, що містить всю відому на той час інформацію щодо регіону.

## XIX століття

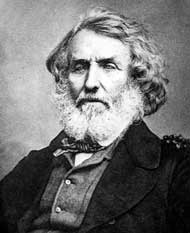
Джордж Еверест

В 1802 році англійці почали першу загальну тригонометричну зйомку Індії та її гірської частині під керівництвом Лемптона, вона тривала до 1823 р.
У 1830 році головою геодезичного комітету Індії був призначений Дж. Еверест і почався новий етап вивчення Гімалаїв.
До 1845-1850-х років основні роботи по зйомках були закінчені. Недосконалість техніки того часу і важкодоступність району найчастіше призводили до казусних помилок, наприклад,  Джомолунгма виявилася лише на п'ятнадцятому місці за висотою (пік XV).
Проникнення альпіністів в Гімалаї і Каракорум почалося з 1818 року. Тоді було здійснено перше з відомих сходжень в Гімалаях на вершину, що має досить скромну для них висоту (5912 м). Потім спроби сходжень частішають. Так, під час топографічних зйомок було підкорено 37 вершин, що перевищують 6000 м. Незабаром об'єктами штурму стають і семитисячники. Ще в другій половині XIX ст. робилися спроби У. М. Конвея здійснити сходження на Кабріо (7316 м), Р. Шлагінтвейта і Р. Покока — на Балторо Кангрі (7312 м) та Абі Гамін (7355 м).
1892 рік — експедиція У. М. Конвея в район Каракорумських восьмитисячників. В результаті були розвідані шляхи підходу для сходження на деякі з них. Вперше досягнута висота 6890 м при штурмі вершини Балторо Кангрі (7312 м).
1895 рік — перша експедиція на Нанга Парбат під керівництвом А. Меммері. Обстежено схили масиву, зроблена спроба сходження, яка завершилася на висоті 6000 м. При розвідці шляхів на льодовик Ракхіот Меммері і ще три члени команди загинули за нез'ясованих обставин.
Наприкінці XIX століття англійська експедиція під керівництвом Д. Фрешфілда провела дослідження в районі  Канченджанги, вивчені її північно-східні схили і східні схили льодовика Зему. Проведено розвідку шляху по північно-східному  гребеню.

## ХХ століття

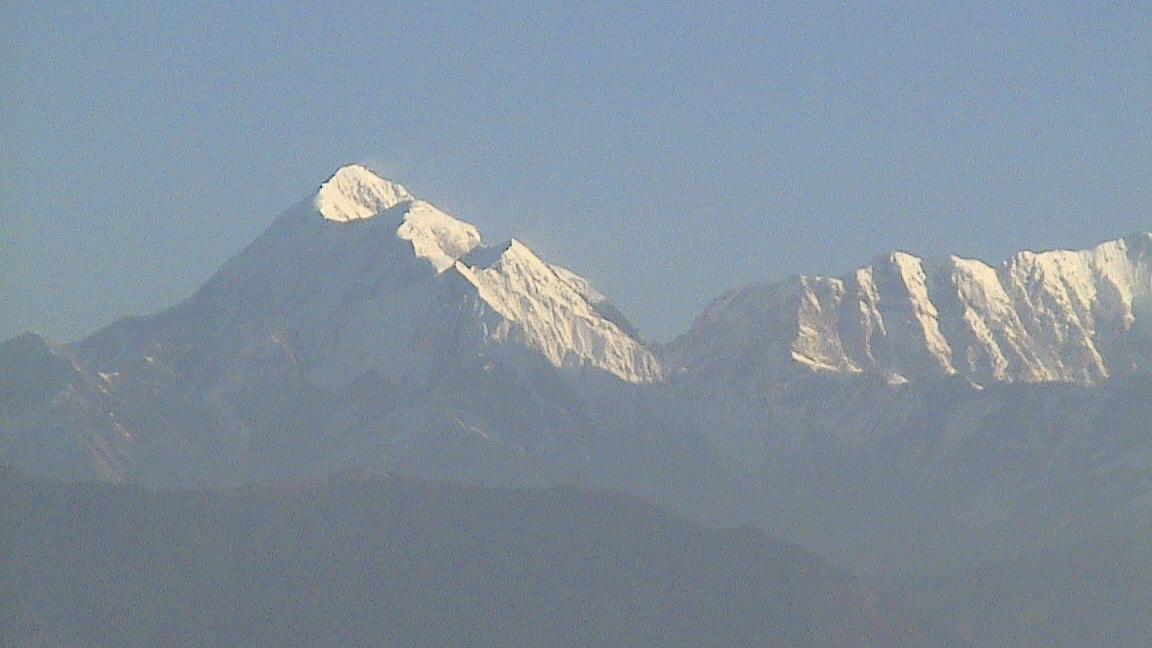
Трісул (7120 м) — перший семитисячник.

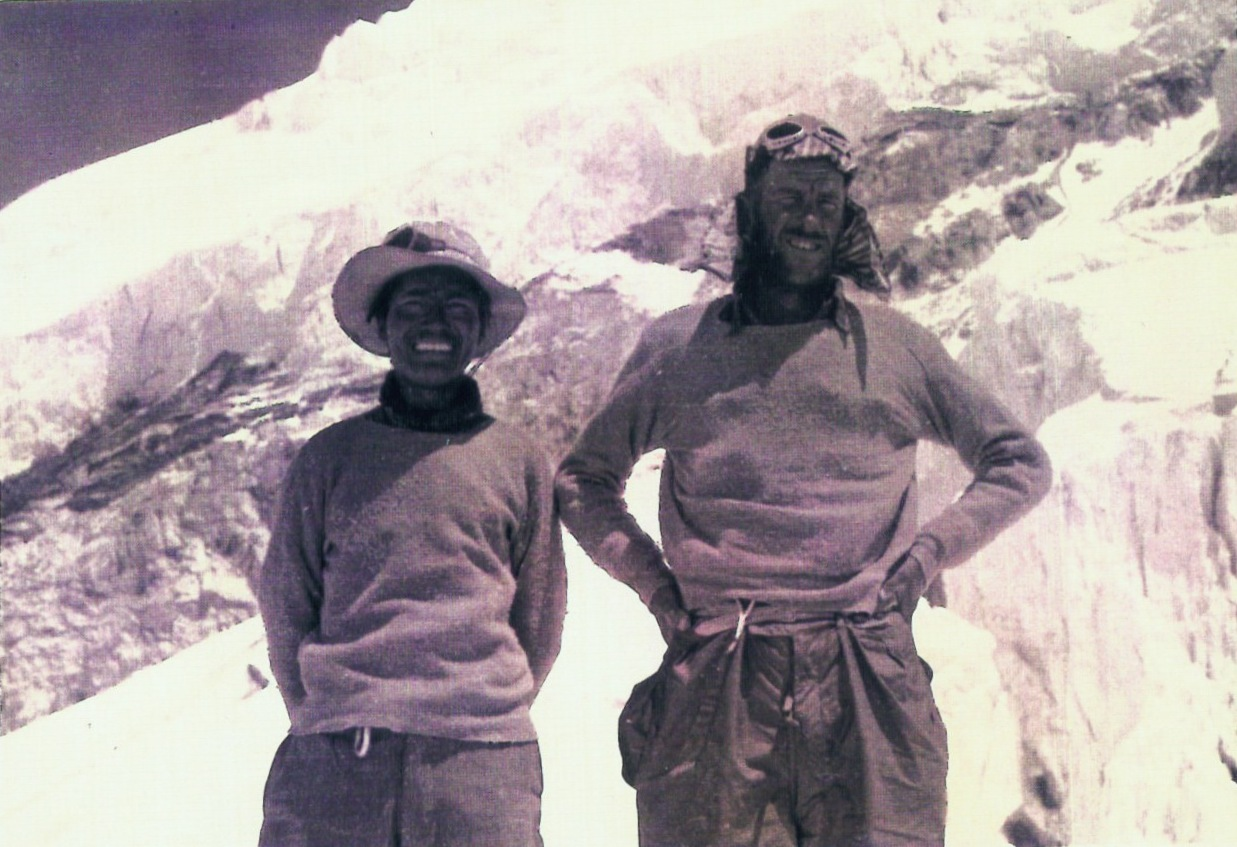
Едмунд Гілларі і Тенсінг Норгей

1902 рік — спроба сходження на Чогорі (K2) по північно-східному гребеню (міжнародна експедиція, А. Кроулі, Г. Ноулс (Англія), Г. Пфанль, В. Вессель (Австрія) і Ж. Гілльярмо (Швейцарія)).
1905 рік — швейцарська експедиція на Чогорі під керівництвом Ж. Гілльярмо. Досягли висоти 6000 м, при спуску в  лавині загинули п'ять сходжувачів.
12 червня 1907 р. учасники англійської експедиції здійснили сходження на вершину Трісул (7120 м) у Гімалаях. Першими переможцями вершини такої висоти стали англійський альпініст Т. Лонгстафф, альпійські провідники брати А. і Е. Брохерель і місцевий провідник Карбір.
1909 рік — італійська експедиція на Чогорі (керівник Луїджі Амедео ді Савоя-Аоста). Спроба сходження по південно-західному, а потім і південно-східному ребру. Підкорення  Чоголізи (7654 м).
Початок XX століття в основному було присвячено вивченню районів  Канченджанги (чотири експедиції тільки Келласа), Чогорі, Нанга Парбат.

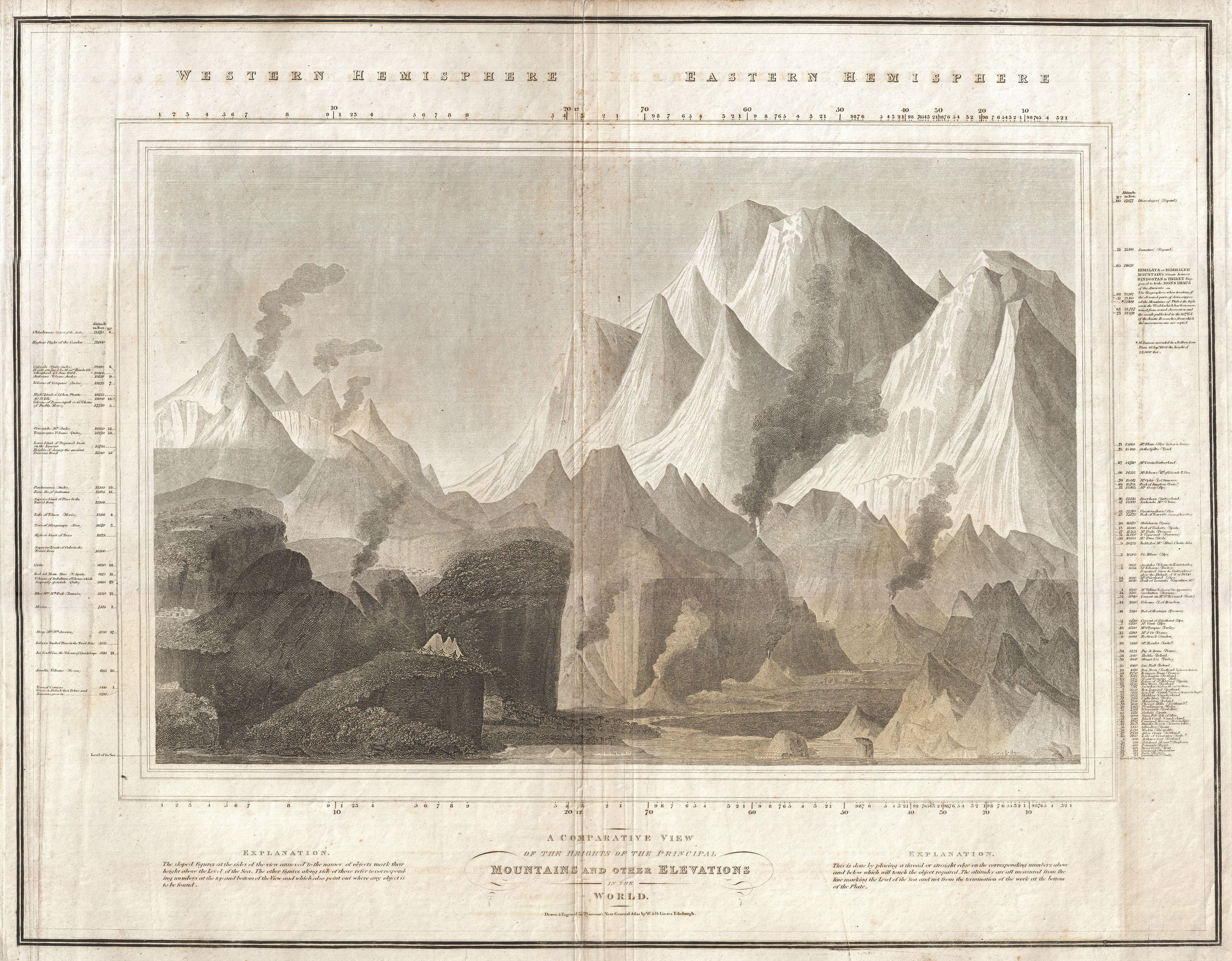
Карта Томпсона (1817 р.) порівняльної висоти найбільших гір світу

У 1921 році — перша експедиція на Джомолунгму c метою розвідки шляху сходження з півночі, з боку Тибета. Базуючись на даних розвідки, англійці під керівництвом Джорджа Меллорі в 1922 році штурмували вершину, але мусон, снігопад і відсутність досвіду висотних сходжень не дали їм можливості здійснити сходження.
У 1924 році — третя експедиція на Джомолунгму. Група заночувала на висоті 8125 м, на наступний день один з учасників (Нортон) досяг висоти 8527 м, але змушений був повернутися. Через кілька днів була зроблена друга спроба штурму по північно-східному гребеню (зв'язка Меллорі, Ірвін із застосуванням кисневих балонів), альпіністи не повернулися, досі існує думка, що вони могли бути на вершині Евересту.
Наступні довоєнні експедиції в район не принесли нових результатів.
У 1932 році Віллі Меркль збирає сильну команду з австрійців, німців і американців на Нанга Парбат. Підсумком експедиції стає лише дослідження шляхів сходження на вершину.
У 1934 році розігралася трагедія на Нанга Парбат. З самого початку експедицію переслідували невдачі: загибель Дрекселя від запалення легенів при установці штурмових таборів і його транспортування вниз відняла в команди дорогоцінний час, наближався мусон. Але альпіністи все ж вийшли на штурм. Ашенбреннер і Шнейдер досягли висоти 7850 м і залишилися чекати підходу основної групи з шерпами, перебування на такій висоті сильно ослабило їх, тому виникла необхідність установки додаткового табору, де всю групу і застала Негода, що прийшла на наступний день. В результаті, врятувалися тільки Ашенбреннер, Шнейдер і один шерп.
У 1937 році нова експедиція під Нанга Парбат. Вночі на табір під схилами Раджіот-піку зійшла лавина, під нею поховані всі учасники.
З 1938 по 1952 рік три спроби сходження на К2 американськими командами, причому в 1939 році керівник експедиції Вісснер і відомий шерп Пазанг Дава Лама досягли висоти 8384 м.
У повоєнний час почалися роботи з дослідження нового шляху сходження на «Вершину світу» з півдня через льодопад Кхумбу по східному гребеню (англійські експедиції).

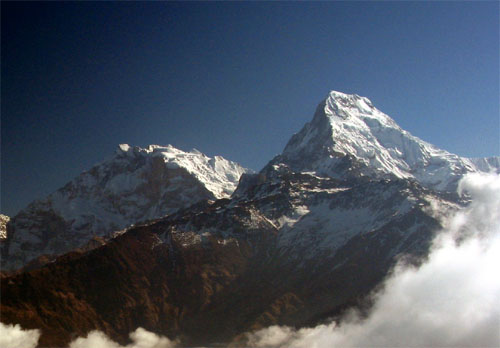
Аннапурна, південна вершина

3 червня 1950 р. Моріс Ерцог і Ліонель Лашеналь стояли на вершині  Аннапурни — це був перший підкорений людиною восьмитисячник. Сходження було пов'язано з великими труднощами, що випали на долю команди. В результаті учасники штурмової групи отримали серйозні обмороження. Докладно з історією підкорення Аннапурни можна ознайомитися в книзі М. Ерцога «Аннапурна».
У 1952 році — швейцарська експедиція вийшла на штурм Евереста з півдня. Двічі в 1952 році Ламберт і Норгей Тенцинг піднімалися вище 8000 м, але в обох випадках погода змушувала їх повернути.
У 1953 році — англійська експедиція під керівництвом полковника Ханта вирушила під Еверест (Джомолунгму), так само до них приєдналися новозеландські альпіністи, одним з яких був Едмунд Гілларі, вони повинні були допомогти англійцям перебратися через льодопад Кхумбу. До складу штурмової групи був включений шерп Норгей Тенцинг. Існує легенда про те, що підкорення Евересту готувалося в подарунок королеві Єлизаветі II в день коронації.
27 травня перша двійка — англійці Еванс і Бурділлон досягли південної вершини, де залишили кисень і намет для наступної штурмової групи.
А 29 травня 1953 р. шерп Норгей Тенсінг і новозеландець Едмунд Гілларі досягли вершини.
Ще три експедиції намагалися підкорити Нанга Парбат, але лише 3 липня 1953 р. австрійцю Герману Булю, наодинці, без кисню, вдалося досягти вершини.
31 липня 1954 р. італійці поставили на вершині К2 прапори своєї батьківщини і Пакистану (А. Компаньоні з Вальфурно і Л. Лачеделлі з Кортіна д'Ампеццо).
У цьому ж році був переможений ще один восьмитисячник — Чо-Ойю (8158 м). 19 липня після місячної підготовки шерп Пазанг Дава Лама і австрійці Герберт Тихі та Йосип Йохлер зійшли на його вершину.
1955 рік приніс перемогу ще над двома восьмитисячниками. У період з 15 по 17 травня вісім учасників французької експедиції і шерп Гіальцен піднялися на вершину Макалу (8515 м). Чотири учасники англійської експедиції, керованої доктором Чарльзом Евансом, — Д. Бент, Є. Броун, Н. Хард і Т. Стретер 26 травня піднялися на вершину Канченджанга (8585 м).
Швейцарський альпійський клуб в 1956 році знов організував експедицію в район Евересту. Під час підготовки штурму вершини 18 травня Е. Рейс і Ф. Лухсінгер піднялися з «південного сідла» на вершину Лхоцзе (8545 м), а 24 травня І. Могмер і Е. Шмідт повторили сходження.
7 травня 1956 японець І. Іманіші і шерп Гіальцен досягли вершини Манаслу (8153).
7 липня 1956 р. австрійці Ф. Моравец, С. Лорх і Г. Вілленпарт досягли вершини Гашербрум II (8034 м). Практично до цього спроб сходження на Гашербрум не було. Була тільки розвідка шляху, яку провів Г. О. Діренфурт в 1934 році, який дійшов до верхнього фірнового басейну південного льодовика Гашербрум, на висоті 6250 метрів.
1957 рік — Броуд-пік (8047 м).
27 червня 1957 р. Броуд-пік був підкорений учасниками австрійської експедиції, які за чотири роки до цього підкорили Нанга Парбат — Германом Булем, К. Дімбергером, М. Шмуком і Ф. Вінтерштеллером.
Хідден-пік (Гашербрум I, К5) (8068 м) — 1958 р., П. Шеннінг, А. Кауфман (США).
Дхаулагірі I (8167 м) — 1960 р., А. Шельберт, Е. Форрер, Г. Вебер (австрійська експедиція).
Шишабангма (Госаінтан, Гаосенжангтен, Геосенжангфенг) Гол. (8046 м) — 1964 р., Хсу-Чінг, Ван Фохоу (КНР).